# Matière miroir
Ne doit pas être confondu avec antimatière, vie miroir ou Univers miroir.
La matière miroir est une matière hypothétique qui postule l'existence d'un partenaire miroir à chacune des particules élémentaires. Ces partenaires interagiraient entre-eux tout comme leur équivalents en matière ordinaire, mais n'interagiraient avec la matière ordinaire qu'au niveau gravitationnel,.
Cette matière exotique pourrait expliquer, notamment, la matière noire et la violation de la symétrie P par l'interaction faible,.

## Théorie

Hélicité des particules élémentaires.

En 1956, Tsung Dao Lee et Chen Ning Yang proposent une série d'expériences pour vérifier le respect de la symétrie P par l'interaction faible. L'expérience de Wu qui en résulte démontre que l'interaction faible ne respecte pas cette symétrie et que l'interaction a une préférence chirale pour l'hélicité gauche.
Dix ans plus tard, physiciens soviétiques Igor Kobzarev (de), Lev Okun et Isaak Pomeranchuk proposent l'existence d'une « matière miroir » permettant de ramener la symétrie.

## Matière noire
Selon le physicien Robert Foot (d) de l'Université de Melbourne, il serait possible d'expliquer les résultats des expériences DAMA/LIBRA (en) et DAMA/NaI (en) avec la matière miroir,,.